# Amaro Luiz de Carvalho
Amaro Luiz de Carvalho (Joaquim Nabuco (Pernambuco), 4 de junho de 1931 - Recife, 22 de agosto de 1971) foi um camponês e militante filiado ao Partido Comunista Revolucionário (PCR) . Além disso, liderou o Sindicato Rural de Barreiros. É um dos casos investigados pela Comissão Nacional da Verdade (CNV), um colegiado fundado pelo governo brasileiro em maio de 2012 para apurar mortes e desaparecimentos ocorridos durante a Ditadura civil-militar brasileira (1964-1985).

## Biografia
Conhecido popularmente como "Capivara", Amaro Luiz de Carvalho nasceu no dia 4 de junho de 1931, em Joaquim Nabuco (Pernambuco), filho de José Luiz de Carvalho e Maria Soares de Carvalho, ambos de origem camponesa. Tanto seu pai quanto sua mãe simpatizavam com o Partido Comunista Brasileiro, primeiro partido ao qual Amaro se filiou, mas discordavam de sua vida ativa na política. Começou a trabalhar ainda enquanto criança, aos 7 anos de idade, e exerceu diversas profissões durante sua vida, como alfaiate, militar e almocreve. Quanto à primeira fase de sua vida. Entrou em contato com a literatura marxista (ideologia que guiou suas ações até o dia de sua morte) logo aos 15 anos de idade, que foi quando também se filiou ao PCB. Depois de recrutado, logo foi eleito 3º Secretário da Cédula. Após a cassação do registro eleitoral do partido, Amaro ficou desligado deste até o início de 1954. Seguindo o licenciamento da Aeronáutica brasileira, decidiu ir trabalhar na fábrica de tecidos, indo procurar imediatamente representantes do PCB para voltar a atuar lá. Dizia ele que tinha tendências de agitação, especialmente no âmbito eleitoral. Uma curiosidade que explicita este traço é o fato de Amaro ter passado pelo programa do partido em apenas dois dias, uma vez que ele se preocupava muito em elevar seu nível político e ideológico, trocando seu antigo emprego pelo Partido Comunista Brasileiro sem pestanejar ou sequer dar satisfações à gerência. Em sua juventude, no PCB, participou da Organização de Base como 1º Secretário em janeiro de 1954, foi 2º Secretário da Comissão do Recife em julho do mesmo ano, membro da Direção Estadual e depois 2º Secretário de Juventude na Região. Estas informações foram retiradas de uma autobiografia escrita pelo próprio Amaro, encontrada na sede do PCB (localizada na Avenida 17 de Agosto nº 428, em Recife) pela polícia em 1956.

### PCB
Em 1956, ele mudou-se para São Paulo, onde trabalhou na Companhia Municipal de Transportes Coletivos (CMTC) por dois anos, atuando no movimento sindical. Retornou ao Recife após ter recebido um convite de David Capistrano da Costa, que lhe ofereceu a direção Comissão Municipal do Recife do PCB, mas o recusou pois almejava a presidência do Sindicato dos Tecelões. Chegou a ser detido por ter participado em uma greve nessa categoria. Ainda em 1958, por orientação do PCB, participou da campanha de Cid Sampaio, então candidato e futuro eleito ao governo do estado do Pernambuco. No ano seguinte, afastou-se do partido após um desentendimento com a direção. Com isso, trabalhou no Moinho Recife, até 1961, ano em que recusou um novo convite de David Capistrano da Costa, dessa vez para gerenciar o jornal A Hora, uma vez que havia se comprometido com Francisco Julião e Clodomir de Moraes a atuar nas Ligas camponesas.

### Cuba
No mesmo ano, fez uma viagem a Cuba, para participar de um evento comemorativo do aniversário da Revolução Cubana. Ficou na região por mais 45 dias para realizar um treinamento sobre a prática da guerrilha.

### Goiás
Na volta a Pernambuco, Amaro, com Joaquim Ferreira Filho, ex-diretor do Departamento de Recursos Humanos da Sudene, foram enviados a Divinópolis de Goiás para fundar uma Liga Camponesa naquele estado, presidida pelo próprio Joaquim. Entretanto, como as eleições estaduais em Pernambuco se aproximavam, ambos retornaram ao Nordeste, o que causou a extinção da Liga Camponesa em Goiás.

### PCdoB
Após a vitória eleitoral de Miguel Arraes, deixou as Ligas Camponesas para focar no movimento sindical dos camponeses em Moreno e Jaboatão, dois municípios pernambucanos. Pouco tempo depois, aceitou um convite de Manoel Ferreira e filiou-se ao Partido Comunista do Brasil (PCdoB), atuando na Comissão de Estruturação. Retornou ao Recife um dia antes da instauração da ditadura civil-militar brasileira, e permaneceu escondido na casa de seus pais, localizada no bairro do Ibura. Em julho de 1964, foi procurado por outro militante, o engenheiro Ricardo Zarattini, que o convenceu a se  mudar para São Paulo, contribuindo financeiramente com sua viagem. Para manter-se  na cidade, Amaro trabalhou como encanador. O contato com outros integrantes do PCdoB rendeu a Amaro uma viagem a Pequim, para realizar um curso do Partido Comunista Chinês. Era um curso intensivo com duração de cinco meses, dividido entre dois módulos: o primeiro tratava da parte política da Revolução Chinesa e o segundo sobre a história militar da Revolução, e incluía aulas práticas sobre o uso de armas e explosivos. Voltando ao Brasil, na cidade do Rio de Janeiro, envolveu-se em uma série de desentendimentos que o fizeram se desligar permanentemente do PCdoB. Com isso, resolveu voltar a São Paulo, onde procurou seu antigo amigo Ricardo Zarattini. Juntos retornaram ao Nordeste, desembarcando em Maceió, em março de 1966.

### Movimento camponês e o começo do PCR
Através do ex-presidente do Sindicato dos trabalhadores do município de Moreno (Pernambuco), Amaro e Zarattini contataram com um grupo de camponeses, a fim de restabelecer e reorganizar o movimento camponês. Amaro Luiz de Carvalho ficou responsável por exercer as funções no campo, enquanto Ricardo Zaratttini as fazia na cidade, buscando manter relações com Manoel Lisboa de Moura, cujo projeto incluiria o movimento organizado pelos dois amigos militantes, desde que ambos não estivessem mais filiados ao PCdoB. Sendo assim, os três formaram um colegiado que se localizava, primeiramente, em Maceió, Alagoas, e depois em Barra de Santo Antônio, no mesmo estado. A equipe desenvolvia o trabalho de mobilização dos demais trabalhadores rurais das regiões para enriquecer o movimento. Alguns deles foram presos, fazendo com que Amaro e Zarattini mudassem-se para Campina Grande (Paraíba), enquanto Manoel permanecera no mesmo lugar, atuando de maneira independente.
Em agosto de 1968, Zarattini conseguiu recursos financeiros suficientes para que Amaro conseguisse arrendar um sítio. Junto ao trabalhador rural Severino Barbosa, mobilizou um grupo de quatro camponeses para o trabalho político na mata sul de Pernambuco. Decorrente da ação conjunta de delegar tarefas específicas a cada membro do grupo, variando de acordo com suas influências nas regiões próximas, surgiu a ideia de criar o Partido Comunista Revolucionário (PCR). Depois de algum tempo, a diferença de visões no tocante dos modelos de resistência interferiu nas relações: Zarattini, que flertava com a Vanguarda Popular Revolucionária (VPR), acabou deixando o PCR.

### Prisão e morte
Um ano depois, em agosto de 1969, no município de Palmares-PE, Amaro Luiz de Carvalho foi preso com sua companheira Maria das Dores da Silva, acusado de incendiar canaviais, agitação no campo e criar um partido político proscrito. "Capivara" teve sua prisão preventiva decretada, respondeu por Crime Contra Segurança Nacional e foi condenado a dois anos de reclusão. Já em dezembro de 1970, a VPR havia sequestrado o embaixador suíço Giovanni Bucher, e ofereceram a Amaro um lugar no grupo de presos políticos que seriam libertos em troca da vida do embaixador. Amaro recusou e, portanto, permaneceu na Casa de Detenção até 22 de agosoto de 1971, data em que foi assassinado a exatos 3 meses de sua soltura.

### Documentos escritos
Em fevereiro de 1968, Amaro Luiz de Carvalho escreveu a obra O Surgimento do Partido Comunista, publicado no jornal A Verdade.
Nela, Amaro explica o que é preciso para que uma classe com ideologias específicas (a comunista, no seu caso) possa conseguir um Partido Revolucionário. Para tal, existem diversas variáveis (políticas, sociais, econômicas), mas o que torna o surgimento do partido sustentável e aquilo que o dá grandes perspectivas de longevidade é o envolvimento de pessoas com vasta experiência no cenário político, para que sejam desenvolvidas táticas e estratégias que condigam com a vanguarda defendida. Mesmo assim, reitera que, no caso do Partido Comunista Revolucionário, o qual ele ajudou a levantar, o que possibilitou o surgimento em si não foi nada relacionado ao âmbito didático da questão, mas sim o período de sacrifícios e lutas em que os camponeses e trabalhadores se empenharam nos seus 67 anos de existência.
Alem da luta física que foi mencionada, Amaro destaca também a importância de dar continuidade a esta através do travamento de uma batalha ideológica radical contra a oposição (burguesia, em seu caso), a fim de escancarar os absurdos praticados pelos adversários. Isso deve ser feito com muita cautela, uma vez que o alvo não é apenas derrubar o rival, mas também conseguir apoio daqueles que estão no centro do espectro, sem um lado específico adotado. Por isso a importância de pessoas do meio político na elaboração do modus operandi do partido; segundo Amaro, deve-se atuar com inteligência para não se deixar levar completamente pela emoção que levou à construção do partido no primeiro lugar.   

## Circunstâncias da morte
O Jornal do Commercio noticiou a morte de Amaro de maneira a fim de esconder as reais e brutais circunstâncias do assassinato. A manchete lia "Capivara foi morto na Casa de Detenção", e o resto da matéria buscou livrar as autoridades de qualquer suspeita, afirmando que o "subversivo" Amaro Luiz de Carvalho havia morrido na Casa de Detenção, vítima de envenenamento por parte de seus companheiros ideológicos.
A delegacia do 1º Distrito do Recife registrou a morte de Amaro Luiz de Carvalho em seu Relatório de Plantão dizendo ter sido informada, às 2h30, que o réu Amaro Luiz de Carvalho, aos 40 anos de idade, havia morrido na Casa de Detenção, sendo envenenamento o motivo dado à época.
A causa da morte divulgada pela Secretaria de Segurança de Pernambuco foi a suposta ingestão de um refrigerante envenenado. Esta versão considera que ele foi morto pelos companheiros de militância, já que Amaro queria abandonar a ideologia comunista. No entanto, foram colhidos depoimentos de frequentadores da Casa de Detenção, que contradisseram a história exposta e também acusaram os guardas.
Amaro morreu solteiro, deixando duas filhas (Zoia de Carvalho e Margareth de Carvalho) e um filho (Luiz de Carvalho). 

## Investigação e Conclusão da Comissão Nacional da Verdade
A Comissão Nacional da Verdade investigou o caso e concluiu que o assassinato de Amaro foi mais uma das incontáveis violações sistemáticas de direitos humanos decorrentes da ditadura militar implantada no Brasil em abril de 1964. 
Os depoimentos colhidos no Inquérito Policial não deixam dúvidas quanto à procedência do crime. Amaro Luiz de Carvalho foi dado como morto político pela  Comissão Especial sobre Mortos e Desaparecidos Políticos no ano de 1996, 25 anos após seu assassinato e 11 após o fim da ditadura. Seu nome pode ser encontrado no Dossiê Ditadura: mortos e desaparecidos políticos no Brasil (1964-1985), documento feito e levantado pela Comissão de Familiares de Mortos e Desaparecidos Políticos., e também no Relatório Final da Comissão Nacional da Verdade, Volume III, Mortos e Desaparecidos. O estado de Pernambuco ficou responsáveis por indenizar a família de Amaro em valor máximo legal por conta dos danos causados a ele.

## Homenagens
Amaro Luiz de Carvalho e outros dirigentes do PCR (como Manoel Lisboa Emanuel Bezerra, Manoel Aleixo e Amaro Félix) são constantemente homenageados em edições dos Sábados Resistentes, organizados pelo Memorial da Resistência de São Paulo, que buscam contar a história destes importantes personagens na luta contra a ditadura.
Além disso, Amaro foi homenageado em uma rua na Vila Buriti, bairro da Macaxeira, no Recife. Além disso, o município de Olinda tem um logradouro público que carrega seu nome.